# جورجي أندونوف
جورجي أندونوف (بالبلغارية: Георги Андонов)‏ هو لاعب كرة قدم بلغاري في مركز الهجوم، ولد في 28 يونيو 1983 في بلوفديف في بلغاريا. شارك مع منتخب بلغاريا تحت 21 سنة لكرة القدم ومنتخب بلغاريا لكرة القدم. أما مع النوادي، فقد لعب مع دنيزلي سبور ونادي بوتيف بلوفديف ونادي بيروي ستارا زاغورا ونادي تشيرنو مور فارنا.

## وصلات خارجية
- جورجي أندونوف على موقع اتحاد تركيا (لاعب) (الإنجليزية)
- جورجي أندونوف على موقع قاعدة بيانات كرة القدم.إي يو (الإنجليزية)
- جورجي أندونوف على موقع Soccerway.com (الإنجليزية)
- جورجي أندونوف على موقع عالم كرة القدم.نت (الإنجليزية)